# 14 novembre 1978
Le mardi 14 novembre 1978 est le 318e jour de l'année 1978.

## Naissances
- Lindy Leveau-Agricole, athlète seychelloise spécialiste du lancer du javelot
- Xavier Nady, joueur de baseball
- Bobby Allen, joueur professionnel américain de hockey sur glace
- Josefine Tengblad, productrice, scénariste et actrice suédoise
- Delphine Chanéac, actrice française
- Jonathan Sesma, footballeur espagnol
- Esben Lunde Larsen, homme politique danois
- Leandro Müller, écrivain brésilien

## Décès
- Sigismond de Prusse (né le 27 novembre 1896), prince allemand

## Autres événements
- Le groupe Tubeway Army sort son premier album éponyme
- Sortie de l'album The Gambler
- Fin de l'éruption de l'Ardoukôba
- Lancement du ferry Île de Beauté
- Le Panneau Hollywood est dévoilé le jour du 75e anniversaire de Hollywood, à l’occasion d’une cérémonie retransmise à la télévision